# Verbascum calycosum
Verbascum calycosum là một loài thực vật có hoa trong họ Huyền sâm. Loài này được Hausskn. ex Murb. miêu tả khoa học đầu tiên năm 1933.